# Обратный отсчёт (фильм, 1968)
«Обратный отсчёт» — кинофильм, фантастическая драма режиссёра Роберта Олтмена, поставленный по мотивам романа Хэнка Сирлса «Проект „Пилигрим”». Первый полнометражный фильм Роберта Олтмена. Перед окончательным монтажом картины режиссёр был отстранён от работы руководством компании Warner Brothers и заканчивали работу продюсеры. Картина, снятая в псевдодокументальном стиле, стала первой вольной трактовкой событий, касающихся космической гонки.

## Сюжет
«NASA в большой спешке готовит к запуску проект Аполлон». Тренировки троих астронавтов: Чиза, Рика и Ли — неожиданно прекращаются. Выясняется, что в СССР готовы запустить человека на Луну уже через четыре недели. За такой короткий срок подготовить Аполлон не представляется возможным и в действие вступает запасной план («Пилигрим»). Один человек будет отправлен на Луну в уже опробованном аппарате «Джемини», который переоборудуют в посадочный модуль, без возможности вернуться. Астронавт останется на поверхности спутника Земли примерно на год, в специально подготовленном убежище; до тех пор, пока не будет готов модуль «Аполлон», который заберёт смельчака назад.
Президент даёт добро на проект «Пилигрим», но возникает дискуссия. Белый дом неожиданно переигрывает планы послать первым Чиза, так как он полковник военно-воздушных сил. Правительство же хочет видеть первым человеком на Луне гражданское лицо. Против выступает врач NASA Гас, утверждающий, что Ли не готов, но руководство принимает волевое решение. В качестве первого покорителя Луны выбирают Ли Стеглера, которого спешно начинает готовить Чиз. Стартовать первыми США всё равно не удаётся. СССР запускается ещё на неделю раньше, чем ожидалось.
Ракета с убежищем для космонавта («спасательной шлюпкой») стартует успешно и благополучно доставляет груз на поверхность. Далее в путь отправляется Ли Стеглер. Космический аппарат с астронавтом на борту переходит на окололунную орбиту и Ли не обнаруживает сигнала маяка грузовой ракеты. Однако, он вводит в заблуждение командный центр сообщив, что грузовая ракета обнаружена, и начинает процедуру прилунения. Посадка проходит не совсем успешно, и радиоаппаратура выходит из строя. Теперь у Ли есть только скафандр с запасом кислорода на три часа. Он отправляется на поиски грузовой ракеты и по дороге обнаруживает потерпевший бедствие советский космический аппарат. На его борту он находит трёх мёртвых космонавтов. Ли забирает советский флаг и вместе с американским флагом устанавливает его на камне неподалёку от места аварии.
Кислород и надежды на спасение тают. Наконец, Ли замечает сигнал маяка. В заключительной сцене он приближается к грузовой ракете.

## В ролях
- Джеймс Каан — Ли Стеглар
- Джоанна Мур — Мики Стеглер
- Роберт Дюваль — Чиз
- Барбара Баксли — Джин
- Чарльз Эйдмен — Гас
- Стив Инат — Рос Дьюлан
- Майкл Мёрфи — Рик
- Тед Найт — Уолтер Ларсон

## История создания
«Обратный отсчёт» стал первым полнометражным кинофильмом Олтмена, снятым в тот момент его творческой биографии, когда он был на перепутье. В 1957—1963 годах Олтмен работал на телевидении, помощником режиссёра и режиссёром телевизионных сериалов:89. В 1963 году Олтмен решил закончить карьеру на телевидении, так как считал, что не может полноценно реализовать себя, и довольно долго не мог найти работу в качестве режиссёра кино. Несколько проектов сорвалось, в их числе картина «Петулия», от которой Олтмен отказался, и её отдали Ричарду Лестеру. Наконец, в 1966 году, киностудия Warner Brothers решила экранизировать роман Хэнка Сирлса «Проект „Пилигрим”» в рамках малобюджетной программы, которую курировал Уильям Конрад. Продюсер пригласил в качестве режиссёра Олтмена, которому понравилась книга и он решил, что по этому материалу можно снять интересный фильм. По оценке Олтмена бюджет картины не превышал $1,25 млн:3.
На главные роли были приглашены уже хорошо известные Роберт Дюваль и Джеймс Каан. На второстепенные, зарекомендовавшие себя по съёмкам на телевидении, Джоанна Мур, Барбара Баксли, Чарльз Эйдмен. Съёмки прошли в 1967 году:16. Лунные пейзажи были сняты в пустыне Мохаве. Часть павильонных съёмок прошла на мысе Канаверал и в Хьюстоне. В ходе подготовки к съёмкам и производства создатели картины консультировались со специалистами NASA. Интерьеры лунного модуля были сняты внутри настоящего модуля «Джемини».
В ходе съёмок Олтмена проявил оригинальный подход к руководству творческим процессом, нехарактерный для киноиндустрии того времени. Так, например, он не придерживался строго сценария и поощрял импровизацию. В диалогах режиссёр разрешал актёрам говорить одновременно, так как считал, что это придаёт больше естественности сцене:35. Президент Warner Brothers Джек Уорнер не оценил своеобразия авторского стиля Олтмена. Утверждают, что он посмотрев черновые материалы отозвался о них так: «что за идиот разрешает актёрам говорить в сцене одновременно» и отдал приказ не пропускать Олтмена через проходную кинокомпании:3.

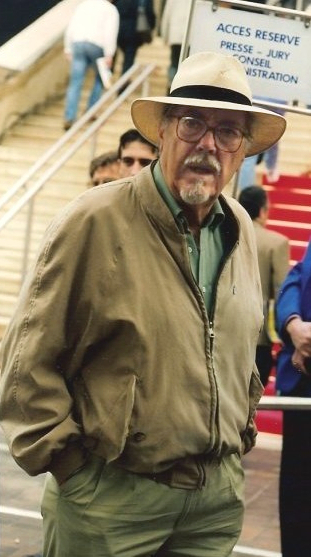
Роберт Олтмен (1992 год)

Перед окончательным монтажом картины Олтмен был уволен с должности режиссёра. Окончательный монтаж осуществили продюсеры Джеймс Лидон и Уильям Конрад. При этом концовка изменилась на противоположную по смыслу. Создатель изначально задумал парадоксальный и трагический финал. Ли Стеглер видит маяк и убежище, но, не доходя до него, разворачивается и идёт в противоположном направлении, на верную смерть. После вмешательства руководства Warner картина заканчивалась хеппи-эндом:27. Для этого понадобился ещё один съёмочный день, чтобы можно было корректно снять и смонтировать иную концовку. Также было вырезано около 30 минут материала, включая неудачные, с точки зрения кинокомпании, диалоги героев. Существует также альтернативная версия событий биографа режиссёра Патрика МакГиллигана о том что всё было сделано с ведома Олтмена и он сам дал добро продюсерам картины на тот вариант монтажа, который их устроит:271.
Олтмен впоследствии вспоминал, что в кинодебюте был и свой положительный опыт. Как он выразился, появились первые «боевые шрамы» в схватке с кинокомпаниями, которые помогли ему выстоять в будущем. Режиссёр не считал  «Обратный отсчёт» собственной работой и не включал в свою фильмографию. Следующую свою картину Олтмен снял в Канаде и продюсировала её небольшая независимая компания:28.
Фильм был снят на цветную 35-мм плёнку (Panavision):206. «Обратный отсчёт» вышел на экраны в феврале 1968 года (за год до миссии «Аполлон»). В американском прокате она шла в одном сеансе за один билет (так называемая система double bill) с картиной Джона Уэйна «Зелёные береты» что позднее было расценено как неудачное стечение обстоятельств. Картина Уэйна получила крайне низкие оценки, как зрителей, так и критиков, и быстро была снята с проката. Через год «Обратный отсчёт» снова вышел в прокат отдельно, но момент был упущен:10.
Как такового DVD релиза картины не было. В 2009 году Warner Brother открыла доступ к своей коллекции архивных фильмов. Желающие могли заказать фильмы из большого списка, среди которых был и «Обратный отсчёт». На DVD диске был записан только фильм с минимальным оформлением (без меню и каких либо дополнительных материалов) и трейлер.

## Критика
В 1968 году на экраны вышли сразу две этапные для жанра работы: «Планета обезьян» и «Космическая одиссея 2001 года». «Обратный отсчёт» остался в тени этих работ и не был особо замечен критикой. Только значительно позже, когда творчество Роберта Олтмена уже стало признанной классикой новой волны Голливуда, картина снова привлекла к себе внимание.
Фильм получил главным образом отрицательные отзывы критики. Говард Томпсон (New York Times) не нашёл в картине ничего привлекательного. Режиссуру он назвал «апатичной», Луну на экране сравнил с помойкой, а привлечение нерядового актёрского ансамбля признал пустой тратой средств. Роджер Эберт в своей рецензии написал о том, что по фильму сложно догадаться, что его снимал режиссёр будущих шедевров «МЭШ» и «Нэшвилл». Только концовка представляет некоторый интерес, а всё остальное скучно. Завязка могла позволить снять интересное космическое приключение, но картина состоит из вялых диалогов и малоубедительна в сюжете. Сцену, в которой герои слушают исполнителя кантри, критик назвал типичной для картины и насквозь фальшивой. Обозреватель журнала Slant отозвался о том, что на этот унылый фильм можно посмотреть только из за первого экранного противостояния Джеймса Каана и Роберта Дюваля (за четыре года до «Крёстного отца») .

Фильм выглядит так, словно режиссёр не мог сосредоточиться на основной теме. Первый час занимают пустые диалоги. Нет ни напряжения, ни юмора, ни саспенса. «Обратный отсчёт» не выглядит космической трагедией, а скорее заурядной картиной об интригах в корпоративной сфере. Только заключительные сцены, в которых Каан пытается выжить в путешествии по Луне, как-то спасают фильм.
Оригинальный текст (англ.) But the film seems oddly unfocused, and the first hour is given over to barren stretches of flat, everyday dialog. There's no tension, no real conflict, no humor, no sus¬pense. “Countdown” doesn't feel like a space adventure, but like an oddly low-keyed exercise in corporate infighting. Only the climactic scenes, with Caan surviving a risky space flight and then wandering through the moonscape, really engage our interest.
— Роджер Эберт 
Критики весьма негативно отозвались о спецэффектах, качество которых слабое для 1960-х годов. Здесь необходимо учесть бюджетные ограничения создателей картины. Они даже не пытались создать сложные эффекты связанные с миниатюрными моделями и имитацией невесомости.
Критик Variety отозвался в рецензии о неплохом изображении человеческого конфликта и тонко проработанном сценарии. Гленн Эриксон (ресурс dvdsavant), прежде всего, отметил нестандартный взгляд на проблему противостояния СССР-США. Фильм создавался в тот момент, когда ещё не было известно, кто победит в космической гонке, и он стал интересным портретом настроения своей эпохи. Режиссёр фильма подчёркивает то, что противники прежде всего интересовались политической стороной лунной миссии, приоритетом, и только во вторую очередь — проблемами людей и научными результатами. Интересным для зрителя в картине становится то, как ведут себя профессионалы, оказавшиеся в столь нетипичной ситуации.
В центре сюжета столкновение между Чизом и Ли — двумя главными героями. Чиз должен был стать главой экспедиции а Ли Стеглер его подчинённым, но ситуация меняется и бывшие друзья становятся противниками. Чиз одержим идеей полёта в космос, готов ради неё пойти на всё, но подчиняется приказам. Ли демонстрирует чисто человеческое и не совсем рациональное поведение, проявляющееся в тот момент, когда теряется связь с командным центром и астронавт решается на посадку. Находкой режиссёра стало то, что Чиз становится тренером Ли Стеглера и пытается загнать его в тренировках чрезмерной физической нагрузкой. Отчаянный протест Чиза становится проявлением излюбленного приёма Олтмена-режиссёра, того, что критик Норманн Коган назвал антижанровым подходом:2. Если «МЭШ» можно назвать антивоенным фильмом, то «Обратный отсчёт» — антижанровой противоположностью фильмов на фантастическую тему.
Значительную роль в сюжете играет патриотическая тема, явственно звучащая как своего рода контрапункт:8. Свою роль в фильме исполняет звуковое сопровождение. Обычной для проамериканского по настроению кино бравурной музыки в фильме нет, только модернистское звуковое сопровождение сцен Леонарда Розенмана. Парадоксальным для зрителя становится реакция классического героя — профессионала, полностью игнорирующего инструкции. В отличие от Нейла Армстронга Ли Стеглер (Джеймс Каан) не говорит торжественных слов, впервые ступая на Луну; впрочем, его никто и не слышит — радио не работает. Роберт Селф, в книге, посвящённой творчеству Олтмена, отметил несомненное влияние, которое оказало на фильм книга Артура Кларка «Конец детства», весьма популярная в американском контркультурном движении 1960-х, которая высмеивала ура-патриотические настроения в обществе того времени:27.

## Признание и значение
Обратный отсчёт считается первым в фильмографии известного голливудского диссидента Олтмена, который каждой своей работой бросал вызов коммерческому подходу в кино:6. В первой ласточке «новой волны» Олтмен ещё не отошёл от своего сериального прошлого и коммерческого подхода к съёмкам, но во многом работа стала новаторской:27. Она наметила переход от фантастических картин 1950-х, таких как «Место назначения — Луна» или «X-15», к новым традициям в кинофантастике.
Фильм снят классически, с последовательным и логичным развитием сюжета. Олтмен выстроил целую цепочку стандартных элементов сюжета. Этими клише пользовались и пользуются следующие поколения кинематографистов, снимающие фильмы на космическую тематику. Тренировки перед запуском. Трения с руководством программы полётов. Волнения членов семьи астронавтов. Соперничество с русскими. Полёт и внезапно возникшие в его ходе проблемы. Счастливое спасение миссии. Всё это можно встретить в таких картинах как «Потерянные», «Парни что надо», «Аполлон-13» и других:27:217.
При всём этом (зная о непростой истории выхода в прокат) в фильме впервые появились характерные элементы стиля Олтмена и начало формироваться его имя в авторском кино:10. Сумбурно звучащие диалоги, своеобразный звуковой монтаж, псевдодокументальный подход к построению сюжета:35. Уже в начальных кадрах можно увидеть визитную карточку: операторские наезды на второстепенные, на первый взгляд, элементы мизансцены.
C точки зрения научной достоверности показанные в картине события не выдерживают критики. Сама идея о том, что астронавт в течение почти года будет ждать на поверхности Луны спасательную экспедицию совершенно нереальна:194. Качество специальных эффектов также не получило высокой оценки критиков. Тем не менее наряду с такими фильмами как «Козерог один» и «Бриллианты навсегда» картина первой внесла свою лепту в формирование истории о лунной афере.